# Vincent Riendeau
Vincent Riendeau (Montréal, 13 dicembre 1996) è un tuffatore canadese.

## Palmarès
- Mondiali

Kazan' 2015: argento nel sincro 10 m misti.
- Giochi panamericani

Toronto 2015: argento nel sincro 10 m.
Lima 2019: argento nel sincro 10 m e bronzo nella piattaforma 10 m.
- Giochi del Commonwealth

Glasgow 2014: bronzo nella piattaforma 10 m.
Gold Coast 2018: bronzo nella piattaforma 10 m.